# Неразделни
 Тази статия е за стихотворението на Пенчо Славейков.  За индийския сериал вижте Неразделни (филм).  
„Неразделни“ е стихотворение от 1895 година на българския поет Пенчо Славейков. По-късно то става основа на една от популярните песни на градския фолклор (позната и под името на съдържащата необичайна инверсия начална фраза „Стройна се калина вие“).
Стихотворението е писано от Славейков по времето, когато той следва философия в Лайпцигския университет, и е публикувано за пръв път в списание „Мисъл“ през 1895 година под заглавието „Калина“. Вече под името „Неразделни“ то е включено в стихосбирките „Блянове“ (1898) и „Епически песни“ (1907).
„Неразделни“ е елегична балада с повтарящ се във фолклора сюжет – двама влюбени се сблъскват с неодобрението на семействата си към тяхната връзка и предпочитат да останат заедно, като се самоубият. Основата тема е представена като разказ в разказа в рамката на природна картина, включваща двамата герои, превъплътени след смъртта си в калина и явор.
Стихотворението е основа на песен с фолклорна мелодия, обикновено включваща малка част от текста – първите две и последните две от 19-те двустишия на поемата. Песента е записвана от различни изпълнители, сред които Георги Рафаилов, както и от дуети като Маргрет Николова и Николай Любенов и „Дони и Момчил“.

## Други
На „Неразделни“ е наречена улица в квартал „Лозенец“ в София (Карта).